# Omoka
Omoka es el más grande de los dos principales asentamientos de la isla Penrhyn (también llamada Tongareva). Pertenece a las Islas Cook, estado en libre asociación con Nueva Zelanda.
Allí se ubica el concejo de isla Penrhyn, en el islote Moananui al extremo oeste del atolón. Su población aproximada es de 180 habitantes.